# Скварск
Скварск (бел. Скварск) — деревня в составе Радомльского сельсовета Чаусского района Могилёвской области Республики Беларусь.

## Население
- 2010 год — 22 человека